# Julidochromis
Julidochromis es un género de cíclidos en la subfamilia Pseudocrenilabrinae que se denominan comúnmente julies y son endémicas en el lago Tanganyika en África Oriental. Este género incluye al menos 5 especies, cada una con un número de subespecies y variantes locales con polémicas en su taxonomía. Chalinochromis es un género con unas 10 especies muy similares a estas, que parecen estar relacionadas. En ocasiones se ha tenido éxito en la hibridación entre Julidochromis machos y Chalinochromis hembras. Las relaciones y la sistemática entre Julidochromis y Charalinosochromis son difíciles de resolver con certeza.

## Especies
Actualmente hay seis especies reconocidas en este género:
- Julidochromis dickfeldi Staeck, 1975
- Julidochromis marksmithi W. E. Burgess, 2014[2]
- Julidochromis marlieri Poll, 1956
- Julidochromis ornatus Boulenger, 1898 (Golden julie)
- Julidochromis regani Poll, 1942 (Convict julie)
- Julidochromis transcriptus Matthes, 1959 (Masked julie)

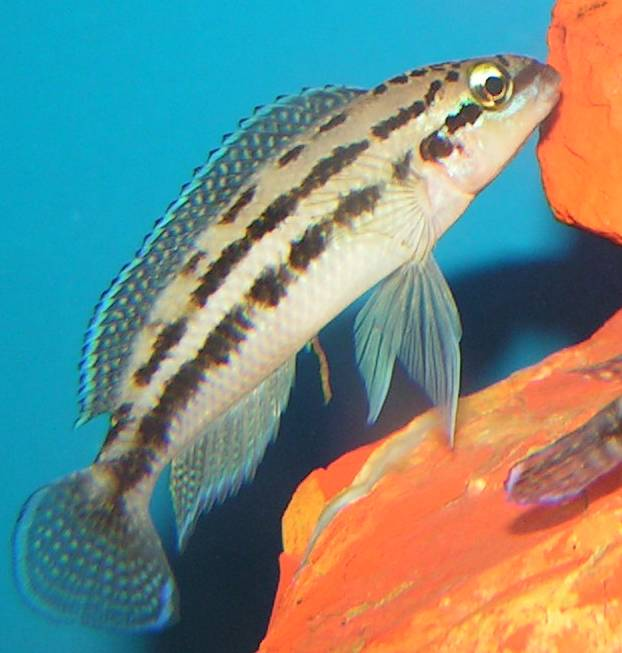
Julidochromis dickfeldi
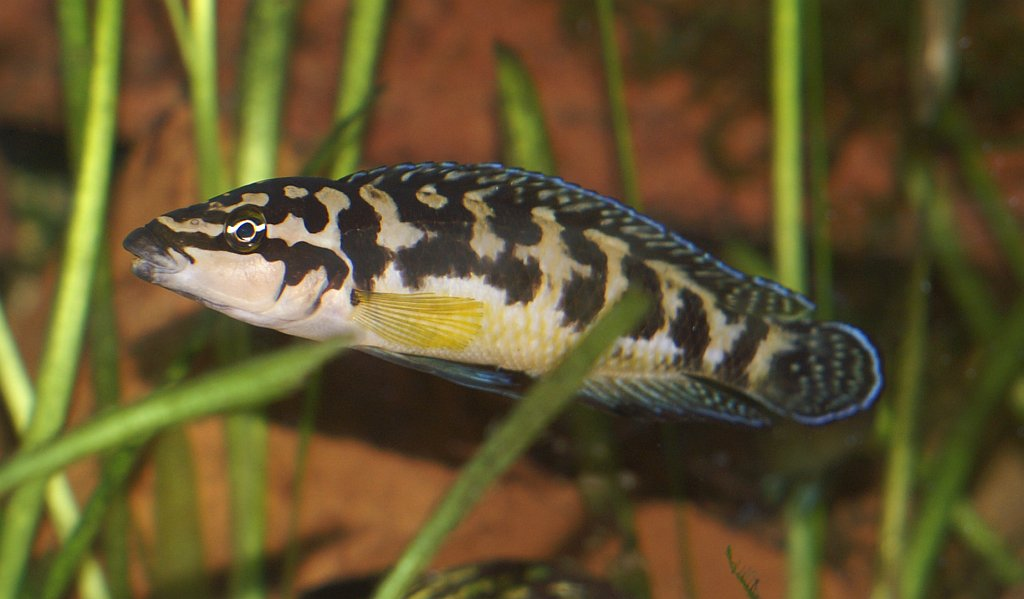
J. transcriptus
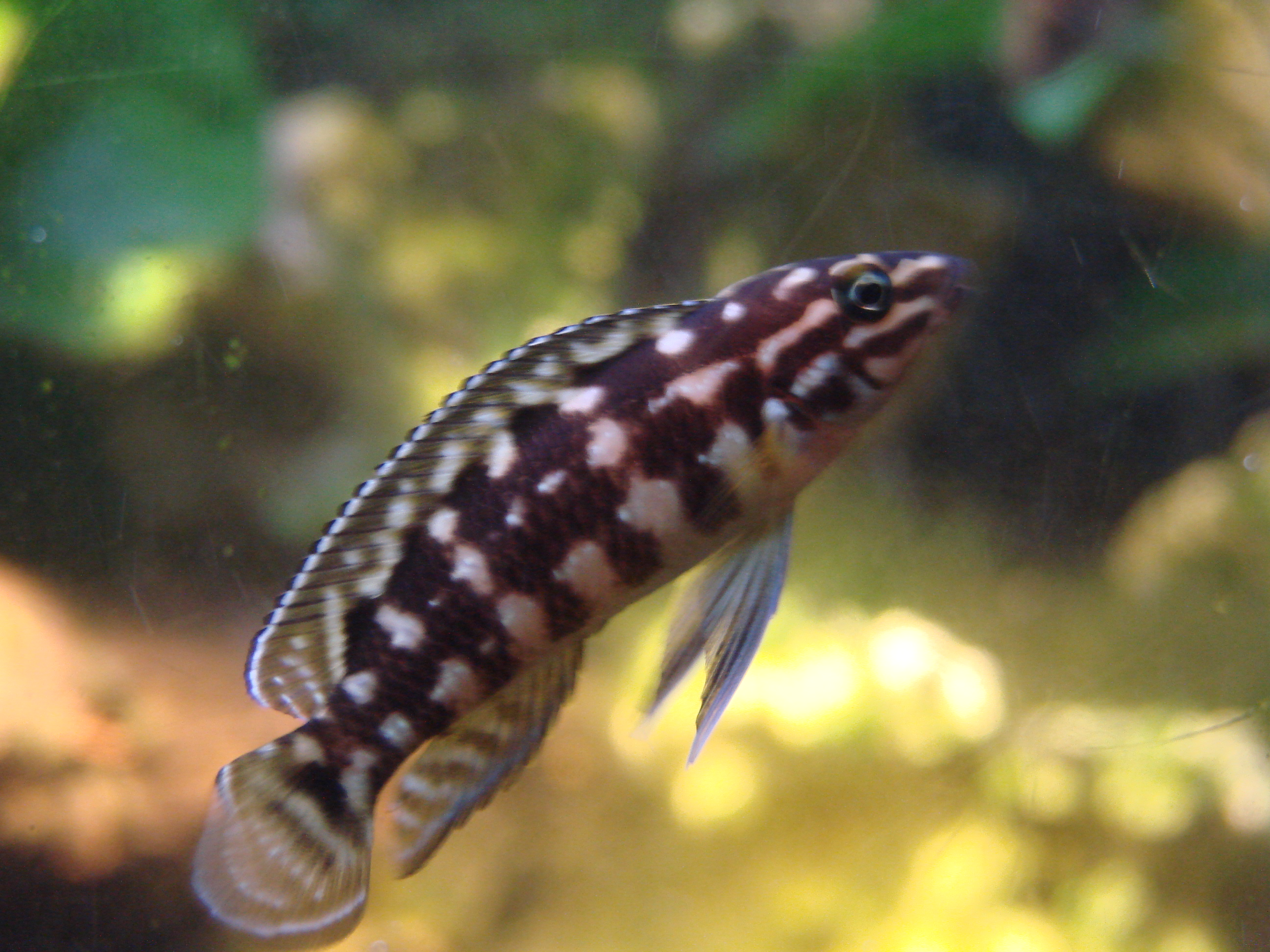
Julidochromis marlieri
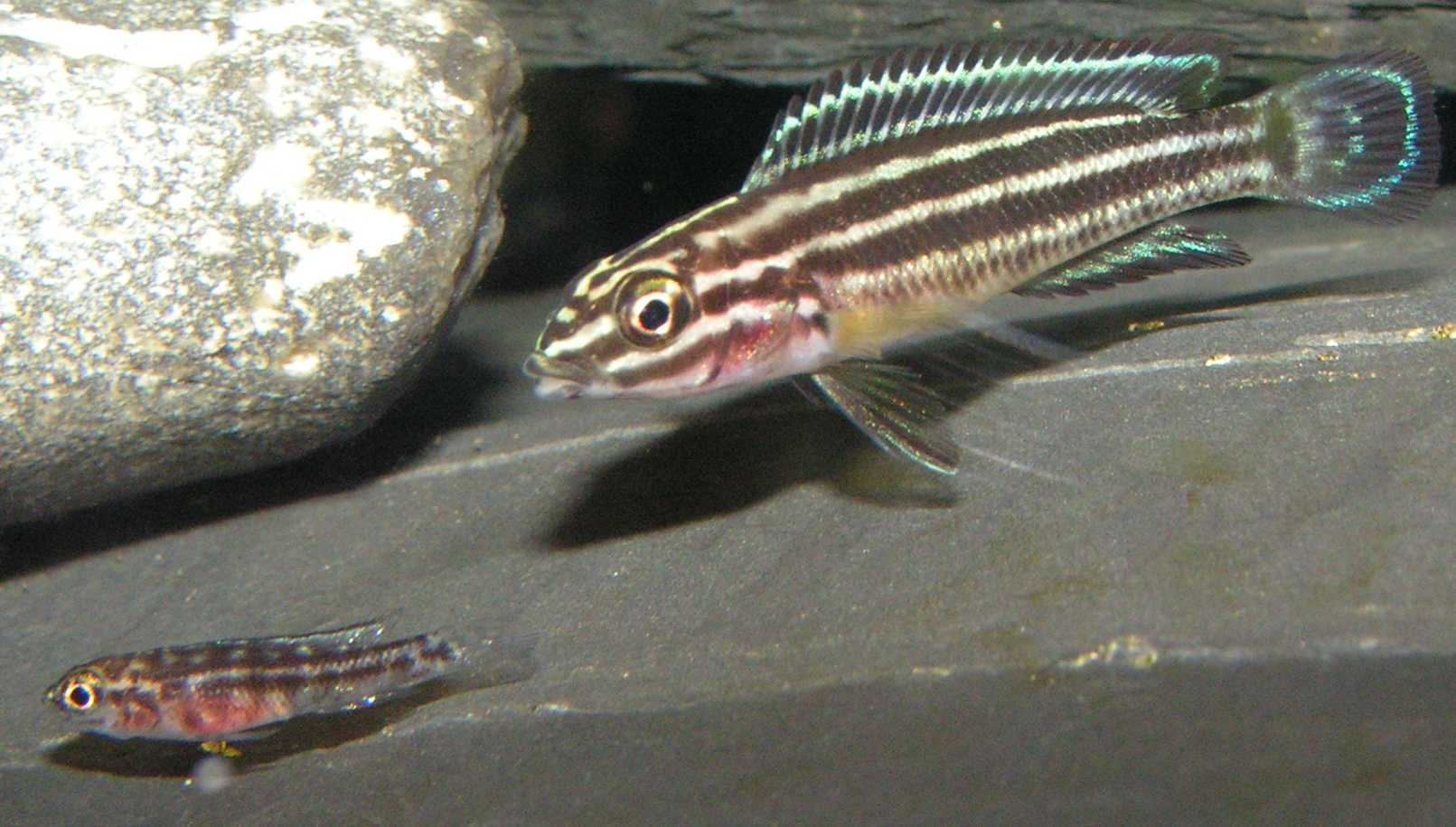
Julidochromis regani

## Ecología y reproducción
Los Julidochromis forman parejas monógamas, sin embargo se han registrado tanto en la naturaleza y el acuario, que el macho podrá mantener harenes y la más grande de las hembras pueden estar con varios machos en múltiples sitios de anidación, estando las hembras con más de una pareja. En algunas especies de este género, como Julidochromis marlieri, las hembras son considerablemente más grandes que los machos y una hembra Julidochromis a menudo domina a un macho mayor que ella misma.

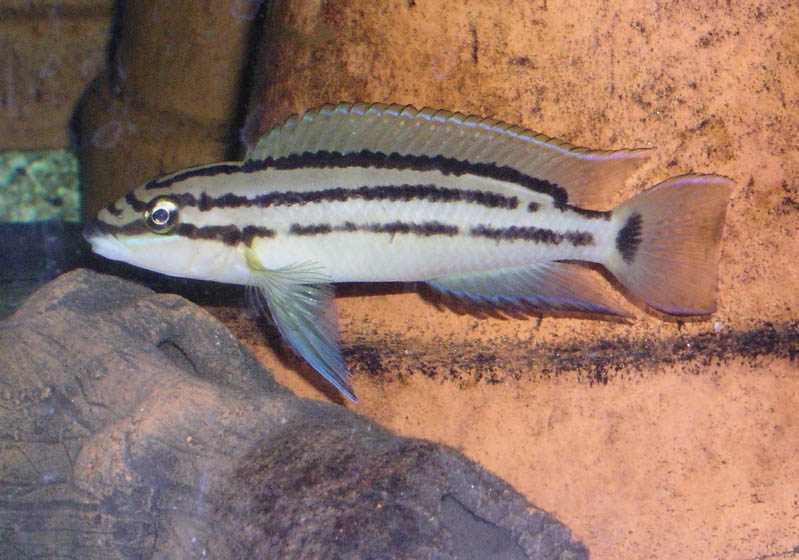
Este es un Chalinochromis popelini el cual puede ser incluido en el género Julidochromis (Véase la similitud)

Las especies de Julidochromis tienen dos ritmos de desove. A veces el depósito a un gran número de huevos (hasta varios centenares) cada 4 a 6 semanas. Otras veces se generan secuencialmente, por un pequeño número de huevos cada pocos días. Este último método da resultado a que en un mismo nido haya alevines de diversos tamaños.
Prefieren poner sus huevos en grietas, cuevas u otros. Tras el desove, los padres tienden los huevos por la boca para eliminar las algas y abanicado para aumentar el flujo de oxígeno. Los padres cuidan de un número limitado de crías, siendo los alevines de mayor tamaño los que reciben más cuidado. Si el lugar donde está la puesta no es seguro o está en peligro, los padres recogen los huevos en la boca y así los mueven a un lugar seguro.

## Julidochromisen el acuario
Los Julidochromis son pequeños y resultan fácil para el desove y la atención de sus necesidades. Al igual que todos cíclidos del Lago Tanganyika, se deben mantener en acuarios específicos con no más de una especie de este género, de no menos de 80 litros con un pH de 8,0 a 9,0 y una dureza de 12-14 kH.
El tanque debe ser decorado con rocas y cuevas que formen pasillos imitando su hábitat natural. Tienden a ser algo territorial y agresivo. Sin embargo, puede ser tímido en el acuario.